# سگمنت ئی

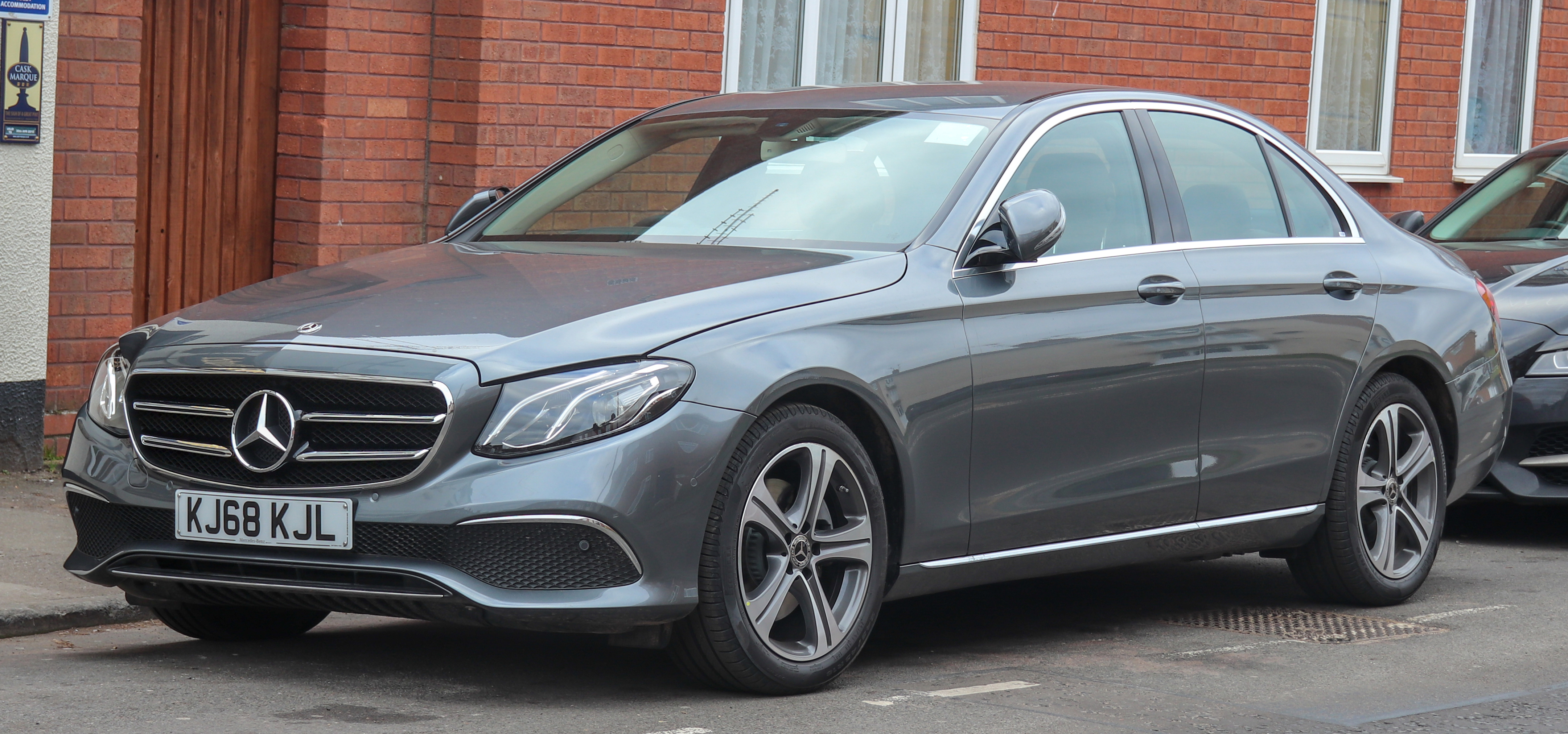
مرسدس-بنز کلاس-ئی

خودروهای سگمنت ئی (به انگلیسی: E-segment) توسط کمیسیون اروپا به عنوان بخشی از کلاس‌های اروپایی خودرو طبقه‌بندی شده‌اند. خودروهای این کلاس در بازارهای دیگر با نام خودروی شرکتی یا خودروی لوکس نامیده می‌شوند. از جمله خودروهای کلاس ئی می‌توان به مرسدس-بنز کلاس-ئی، هیوندای جنسیس، ب‌ام‌و سری ۵، روور ۸۰۰، پژو ۵۰۸، رنو ول ساتیس، تویوتا آوالن و آئودی ای۶ اشاره نمود.

## فروش خودروهای سگمنت ئی
خودروهای سگمنت ئی یا مدل‌های مشابه در اروپا دارای ۲٫۸ درصد از سهم بازار هستند. مدل‌های در حال تولید سگمنت ئی در اروپا تنها به ۱۵ نوع مختلف محدود می‌شوند. مرسدس-بنز کلاس-ئی، ب‌ام‌و سری ۵ و آئودی ای۶ نمونه ای از خودروهای در حال تولید از سگمنت ئی در بازار اروپا هستند.
جدول فروش خودروهای سگمنت ئی در دسامبر ۲۰۱۷:
| نوع      | برند         | مدل                     | فروش   |
| -------- | ------------ | ----------------------- | ------ |
| سگمنت ئی | بی ام و      | سری ۵                   | ۱۲٫۳۵۱ |
| سگمنت ئی | مرسدس        | کلاس ئی                 | ۹٫۵۹۷  |
| سگمنت ئی | ولوو         | S90/V90/940/960         | ۶٫۳۱۰  |
| سگمنت ئی | آئودی        | A6/S6                   | ۶٫۰۲۰  |
| سگمنت ئی | تسلا         | مدل اس                  | ۲٫۵۹۱  |
| سگمنت ئی | مرسدس        | کلاس اس                 | ۱٫۶۱۴  |
| سگمنت ئی | ب ام و       | سری ۷                   | ۱٫۱۴۹  |
| سگمنت ئی | پورشه        | پانامرا                 | ۱٫۱۴۱  |
| سگمنت ئی | جگوار        | XF                      | ۷۰۹    |
| سگمنت ئی | ب ام و       | سری ۶ جی تی             | ۴۷۵    |
| سگمنت ئی | آئودی        | A7/S7                   | ۴۲۱    |
| سگمنت ئی | آئودی        | A8/S8                   | ۳۸۹    |
| سگمنت ئی | مرسدس        | CLS                     | ۳۳۳    |
| سگمنت ئی | ب ام و       | سری ۶ گرن کوپه          | ۱۰۵    |
| سگمنت ئی | لکسوس        | GS                      | ۱۰۱    |
| سگمنت ئی | جگوار        | XJ/XJR/دایملر           | ۹۷     |
| سگمنت ئی | جنسیس        | G80                     | ۸۴     |
| سگمنت ئی | لکسوس        | LS                      | ۸۲     |
| سگمنت ئی | دیگر برندها  | بزرگ                    | ۶۴     |
| سگمنت ئی | کرایسلر      | دوج چلنجر               | ۴۴     |
| سگمنت ئی | اینفینیتی    | سری ام/Q70              | ۳۲     |
| سگمنت ئی | جنسیس        | G90                     | ۲۴     |
| سگمنت ئی | کیا          | کوریس/K9/اوپیروس/آمانتی | ۲۴     |
| سگمنت ئی | کرایسلر      | کرایسلر آنسپیس          | ۱۸     |
| سگمنت ئی | کرایسلر      | 300C/مگنوم              | ۱۵     |
| سگمنت ئی | کادیلاک      | CTS                     | ۱۱     |
| سگمنت ئی | کیا          | کادنزا/K7               | ۷      |
| سگمنت ئی | کادیلاک      | CT6                     | ۶      |
| سگمنت ئی | هیوندای      | XG/گرانجور              | ۶      |
| سگمنت ئی | دیگر برندها  | پرمیوم                  | ۴      |
| سگمنت ئی | ولوو         | S70/V70/XC70            | ۴      |
| سگمنت ئی | ولوو         | S80                     | ۳      |
| سگمنت ئی | هیوندای      | جنسیس                   | ۲      |
| سگمنت ئی | اوپل/واکسهال | VXR8                    | ۲      |
| سگمنت ئی | کادیلاک      | XTS                     | ۱      |
| سگمنت ئی | هوندا        | لجند                    | ۱      |
| سگمنت ئی | تویوتا       | آوالن                   | ۱      |

## نگارخانه

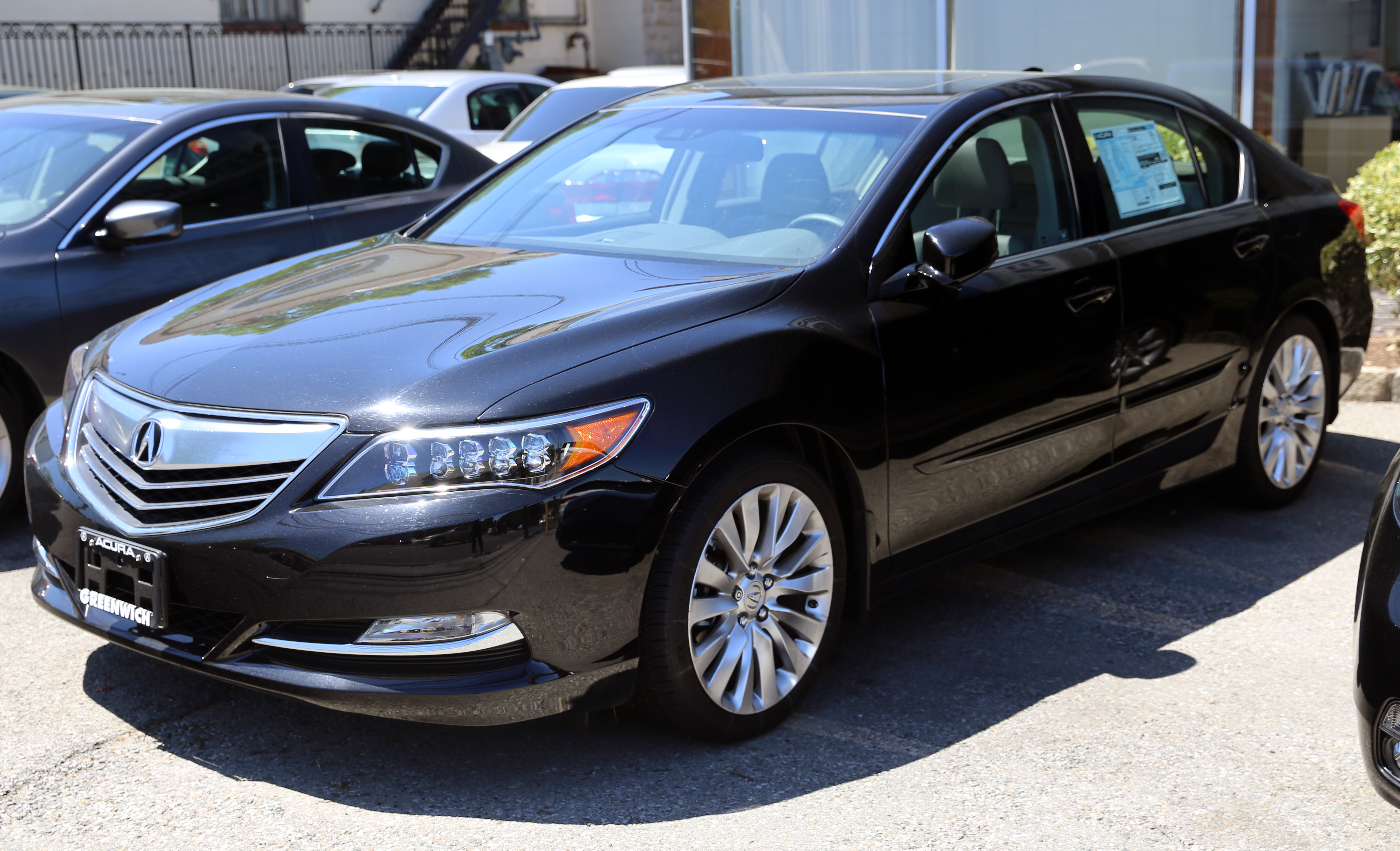
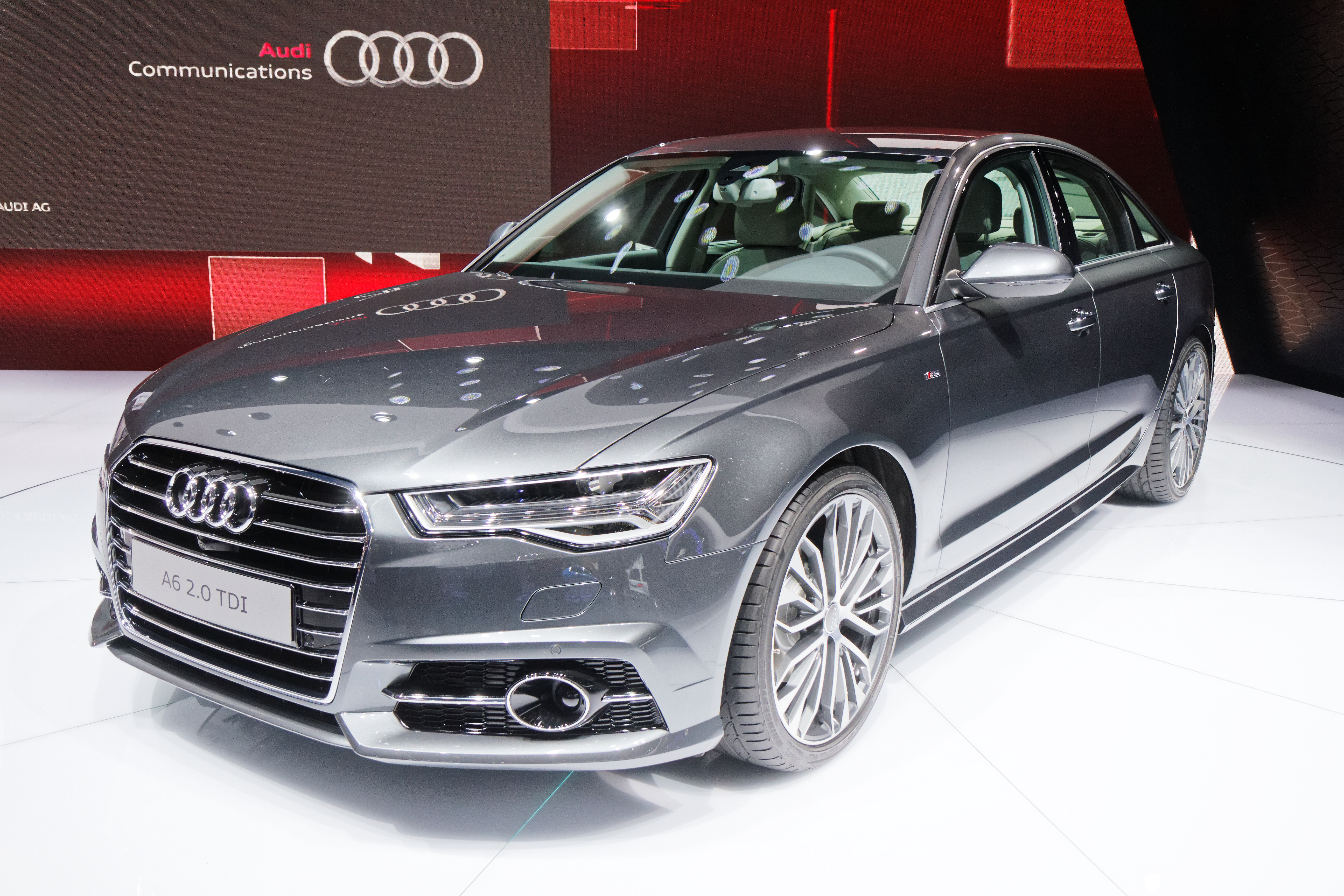
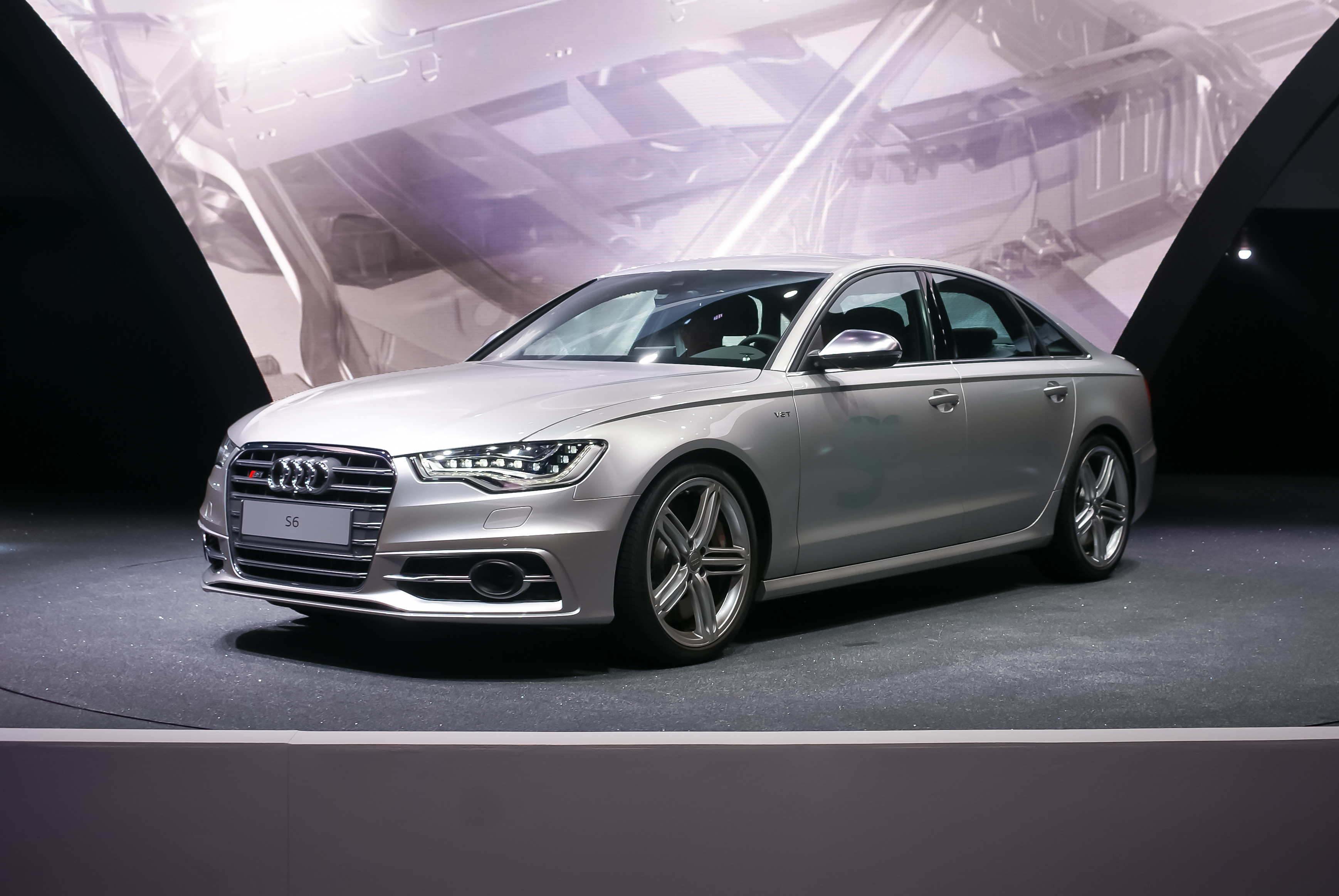
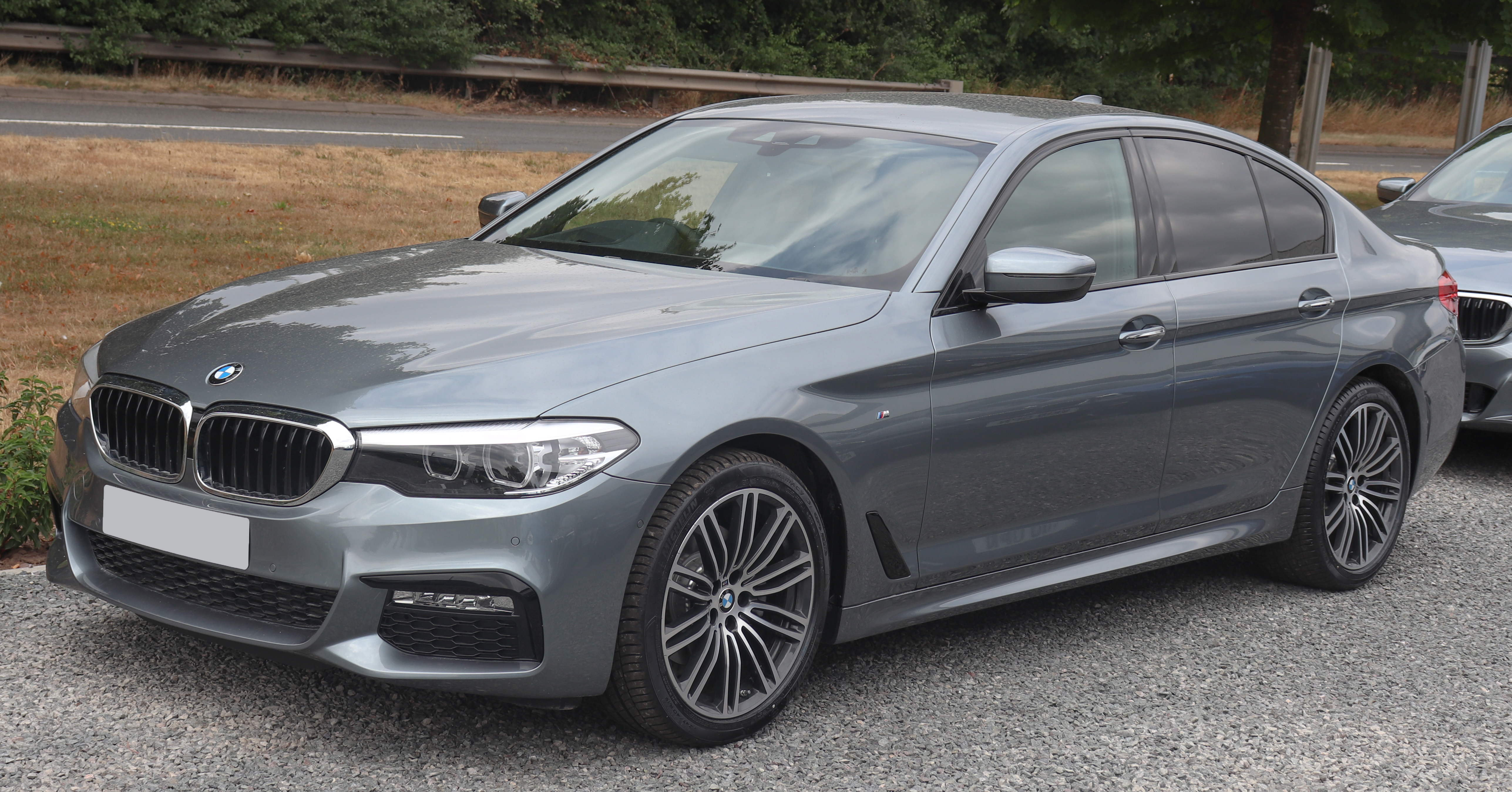
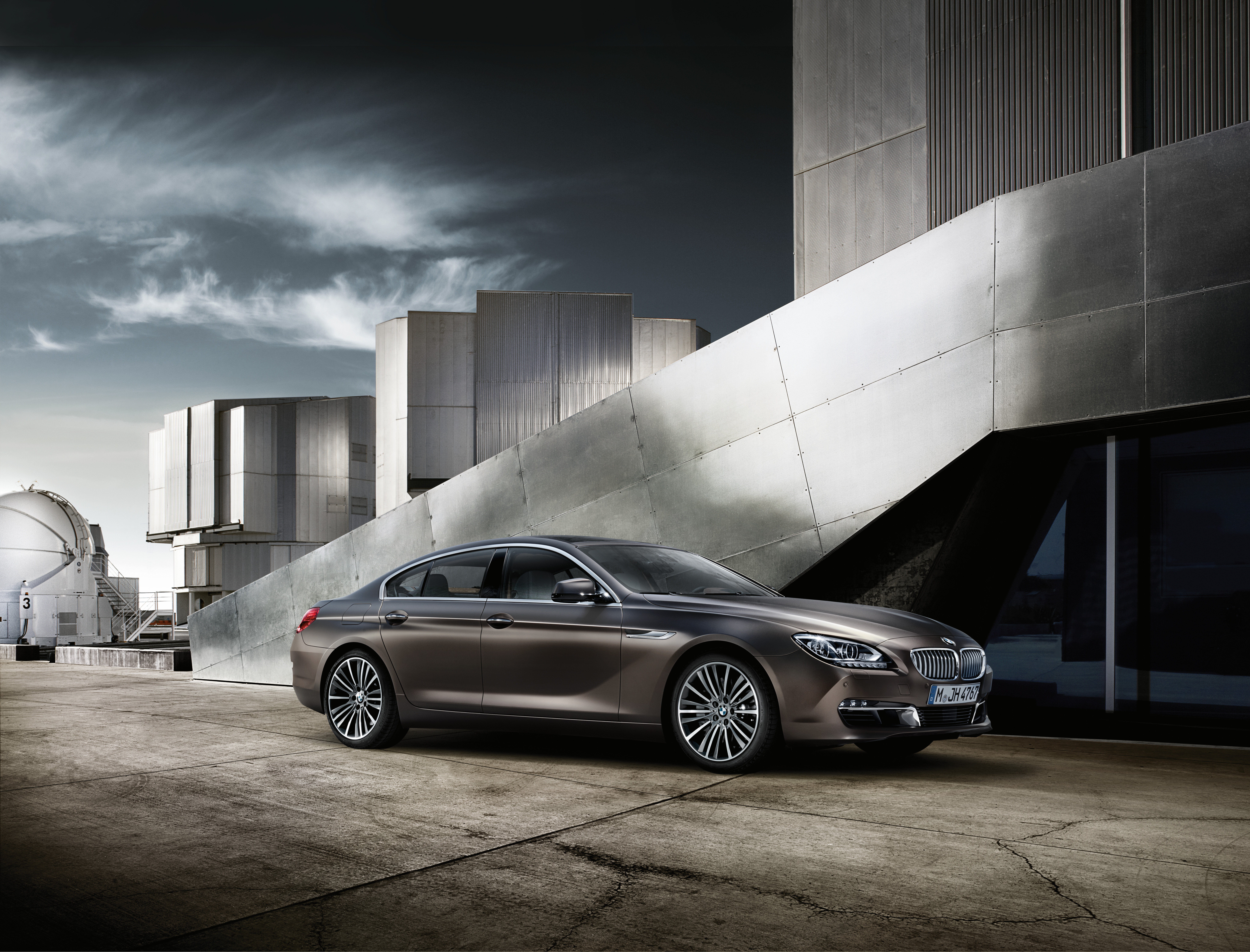
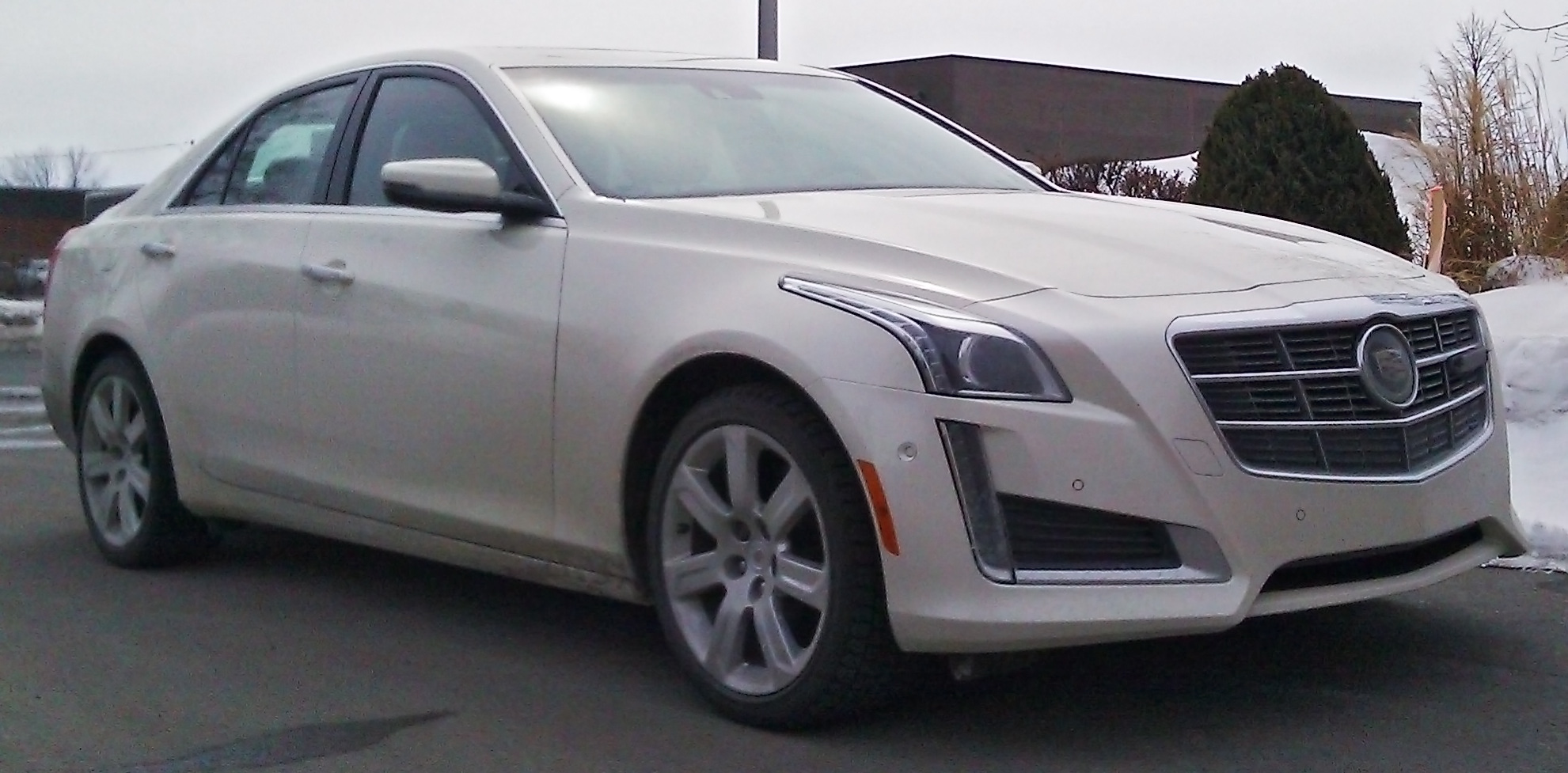
_.282014.E2.80.93present.۲۹
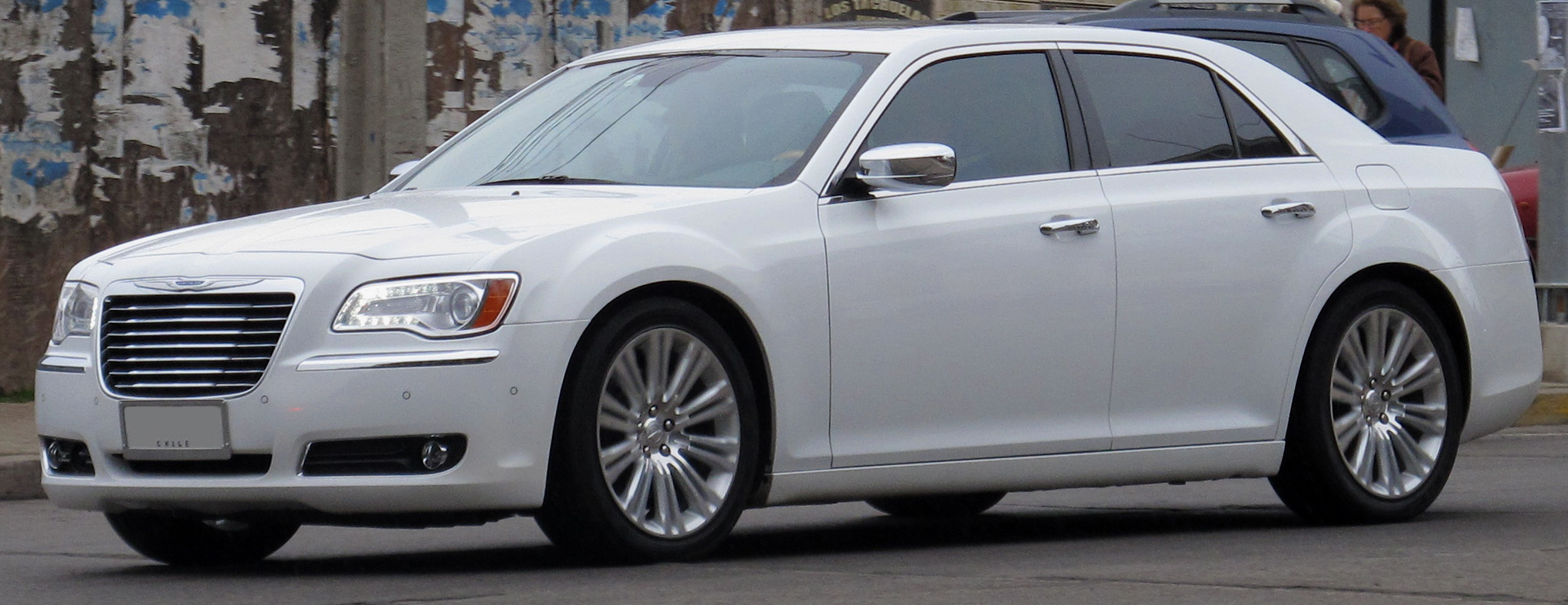
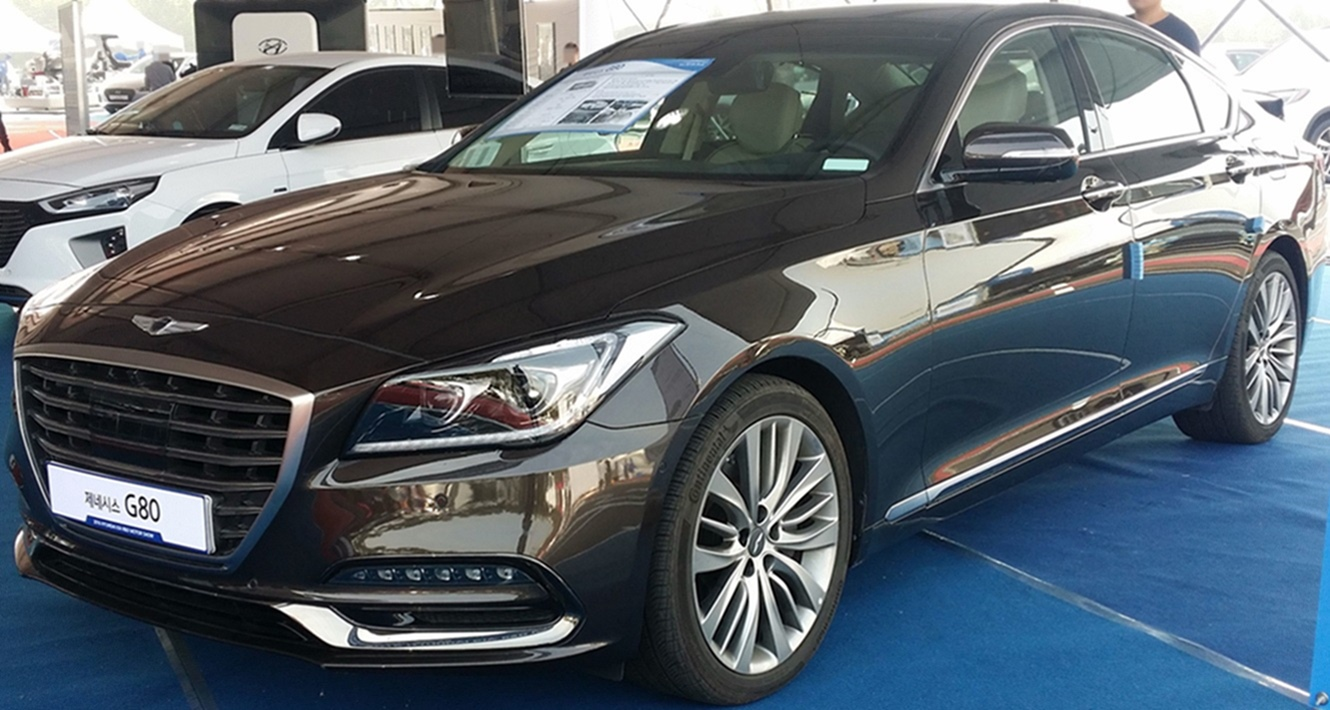
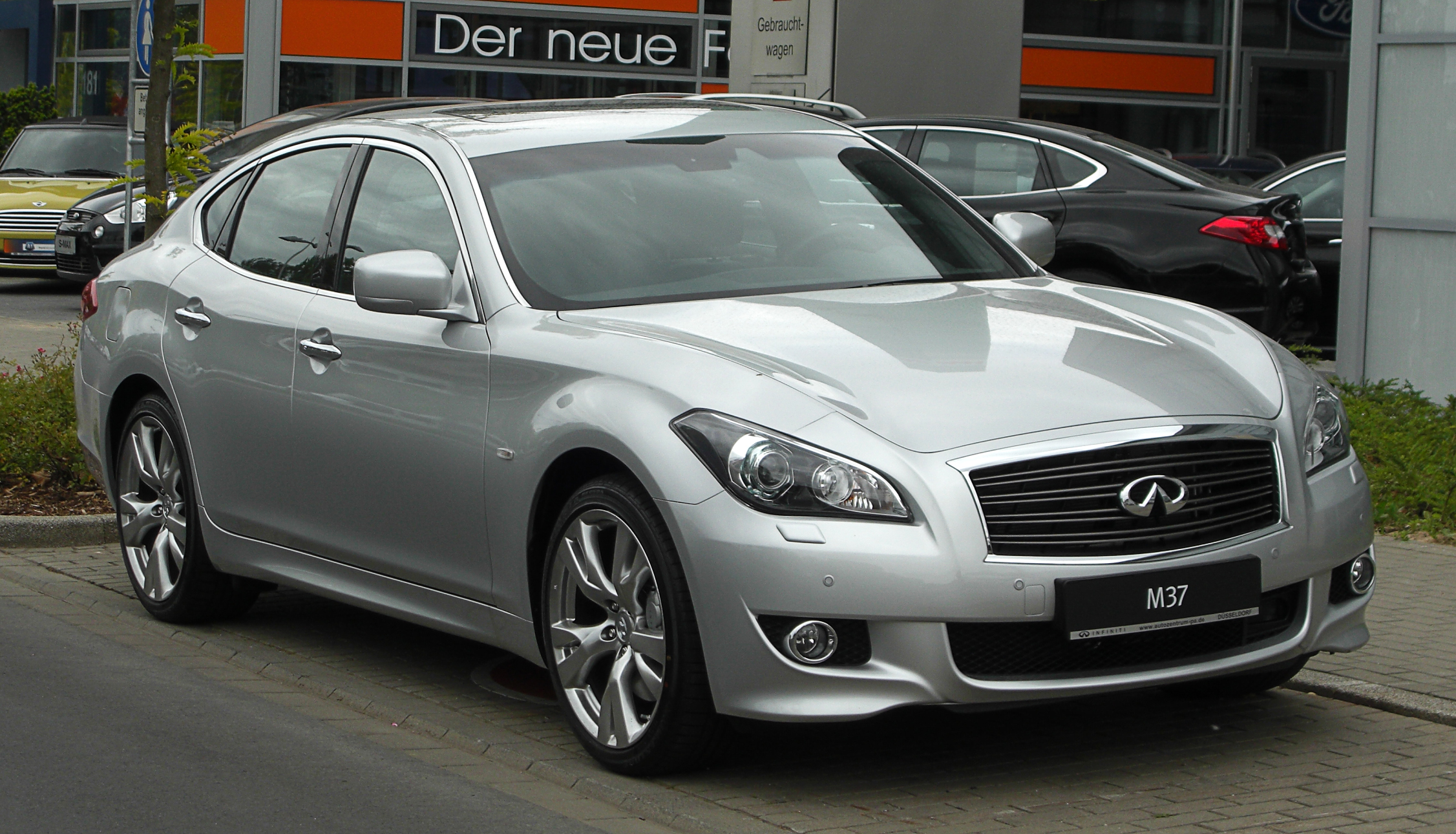
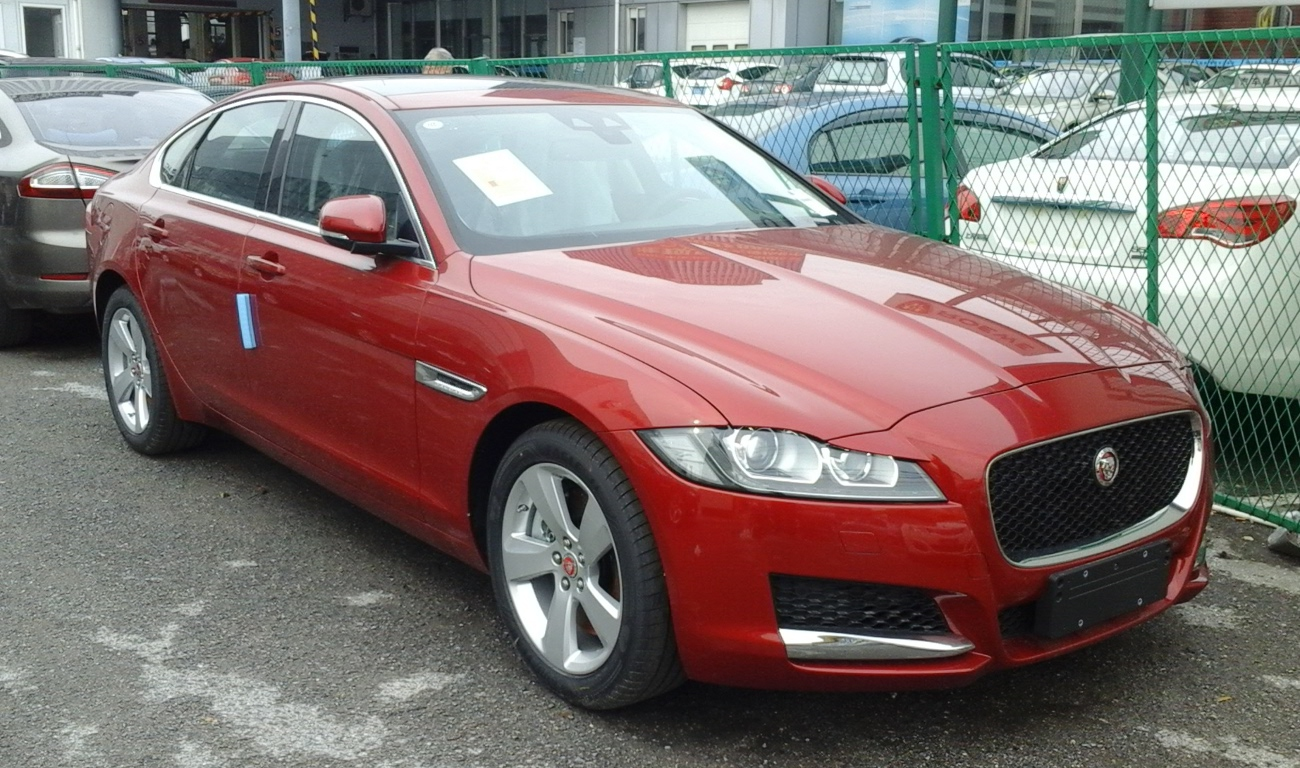
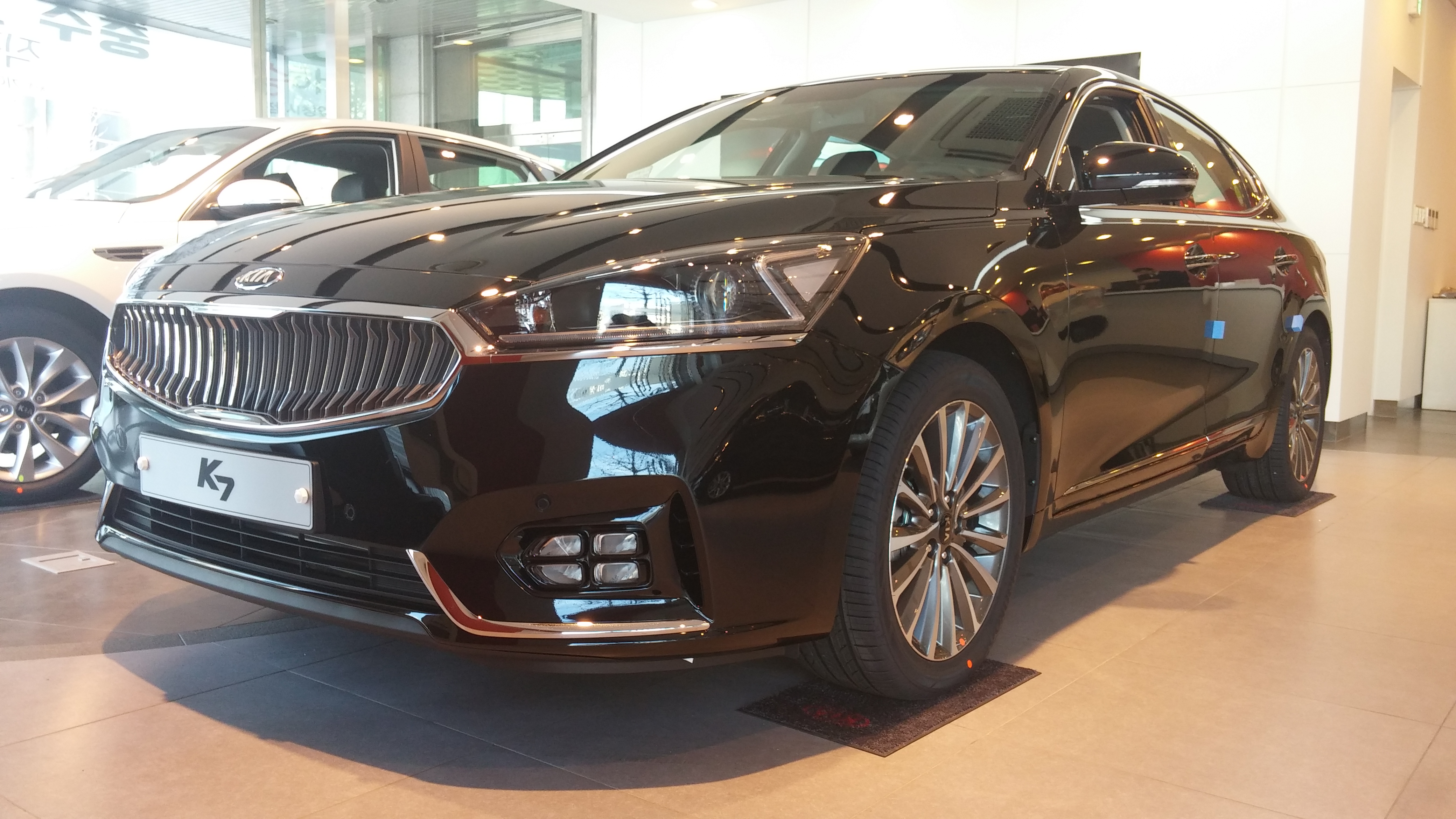
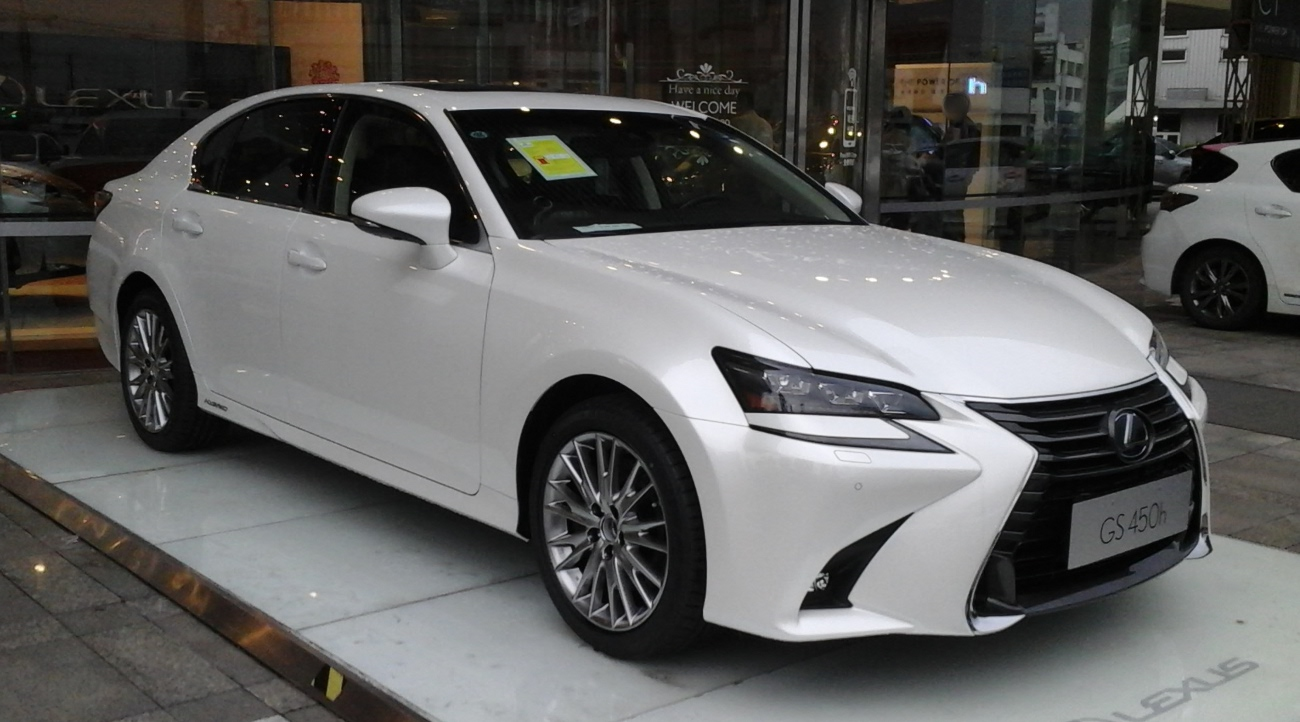
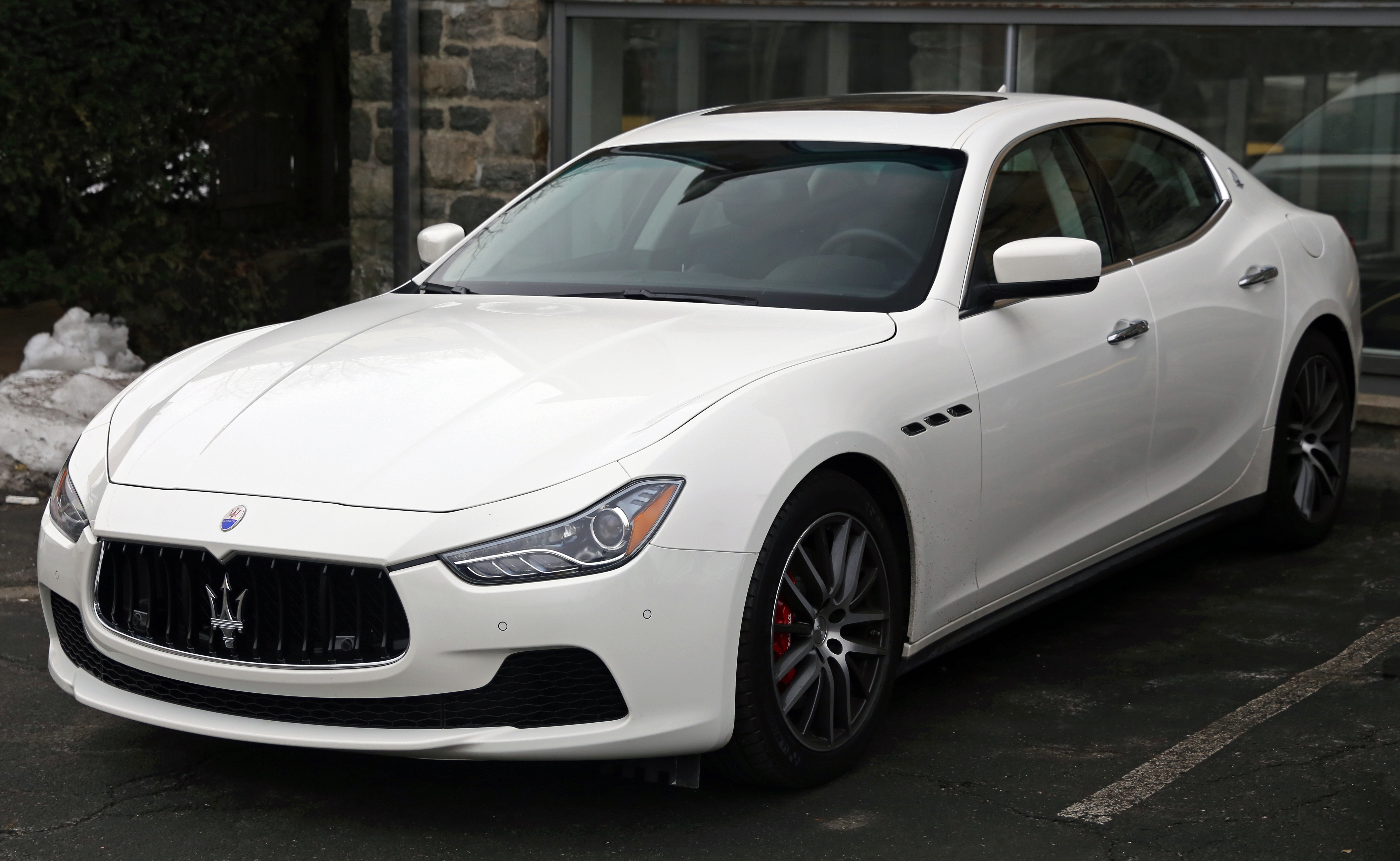
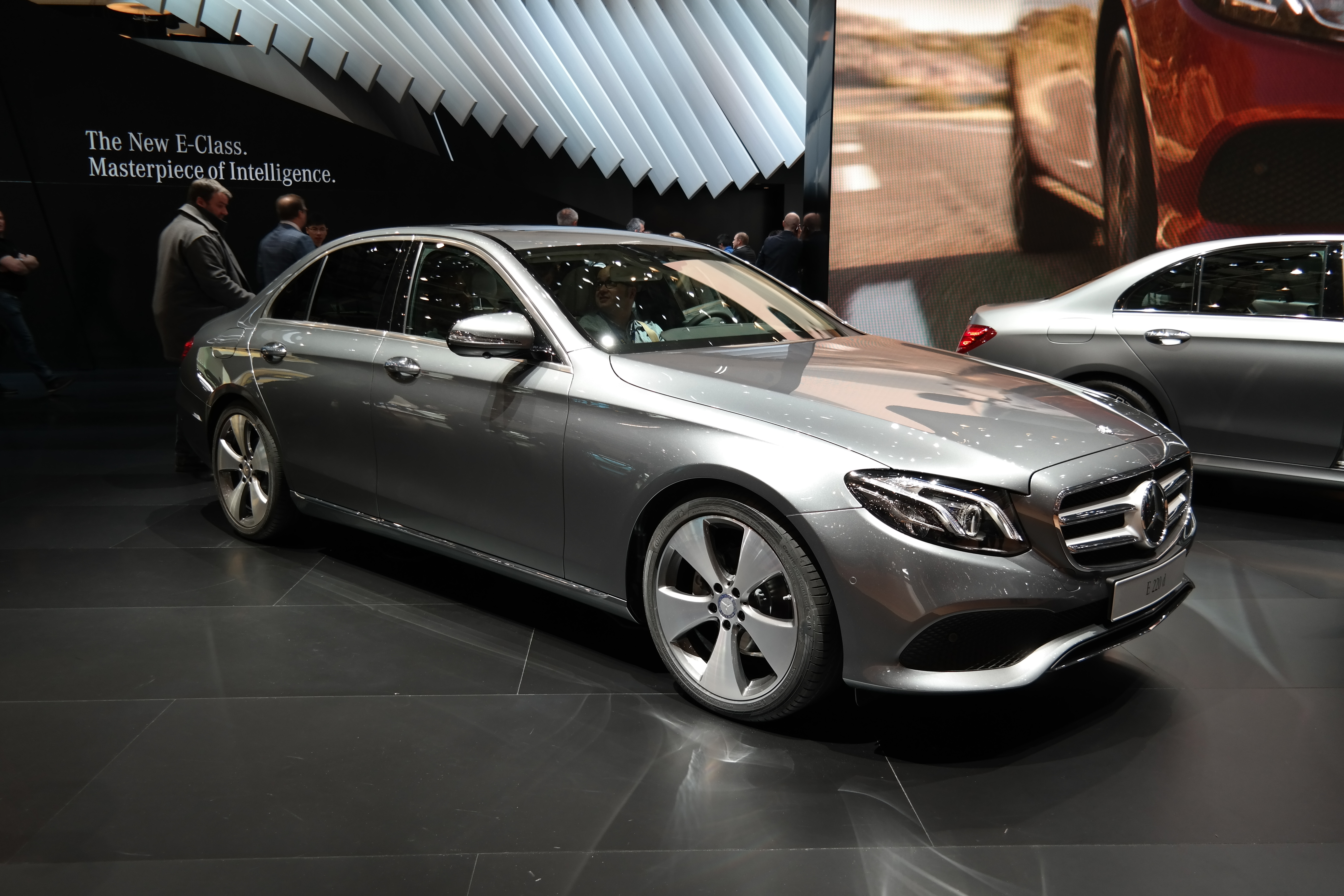
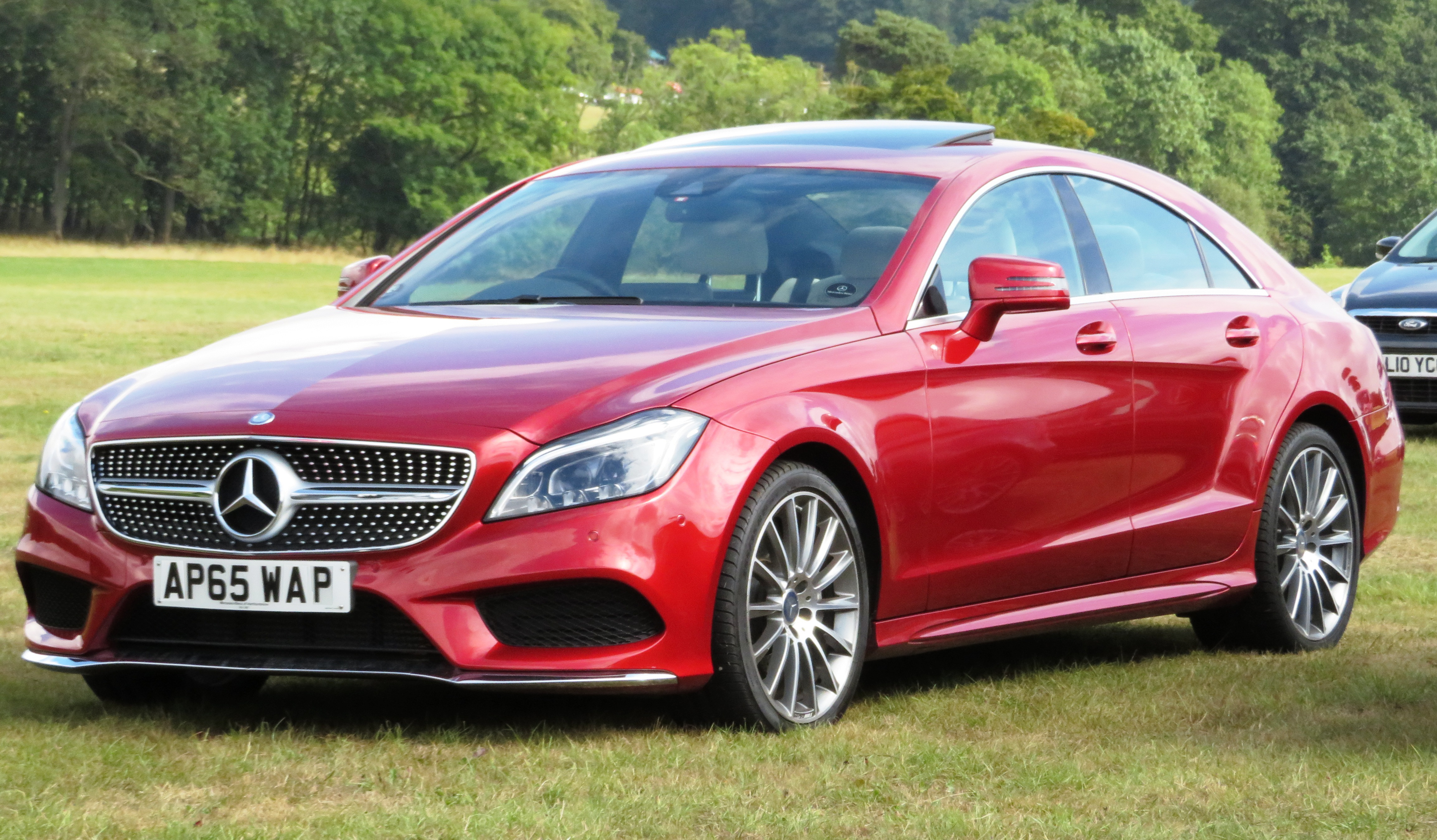
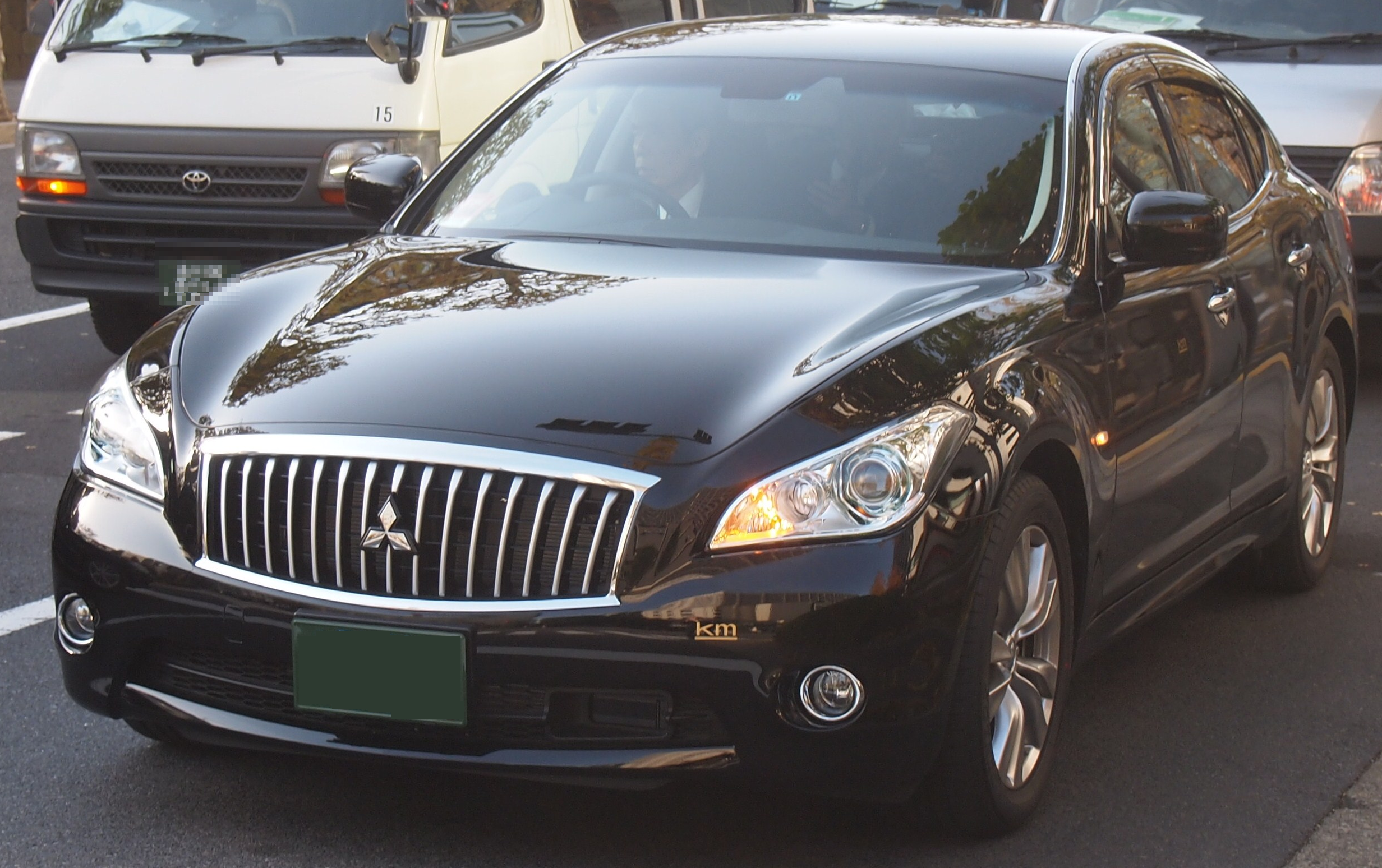
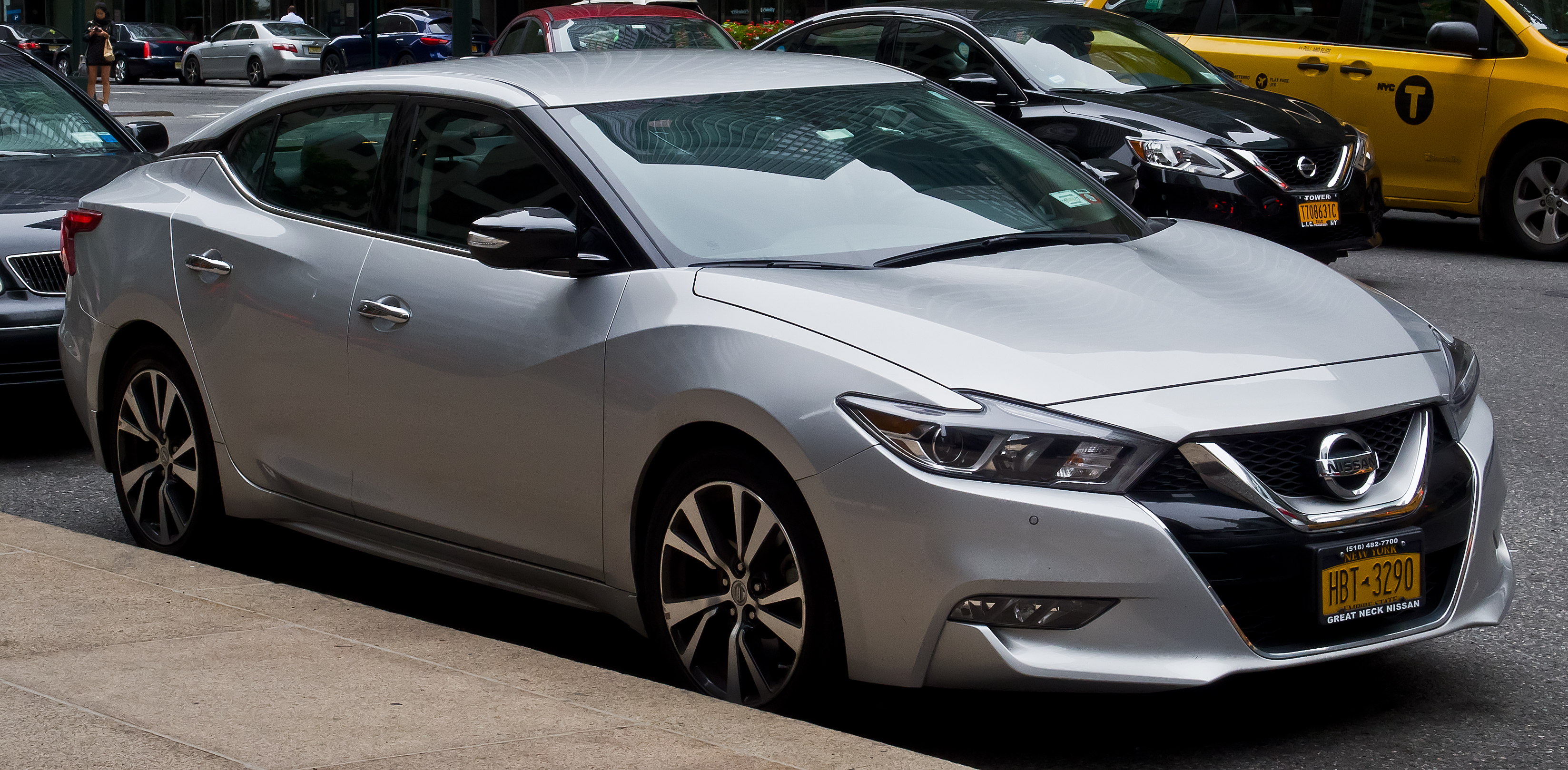
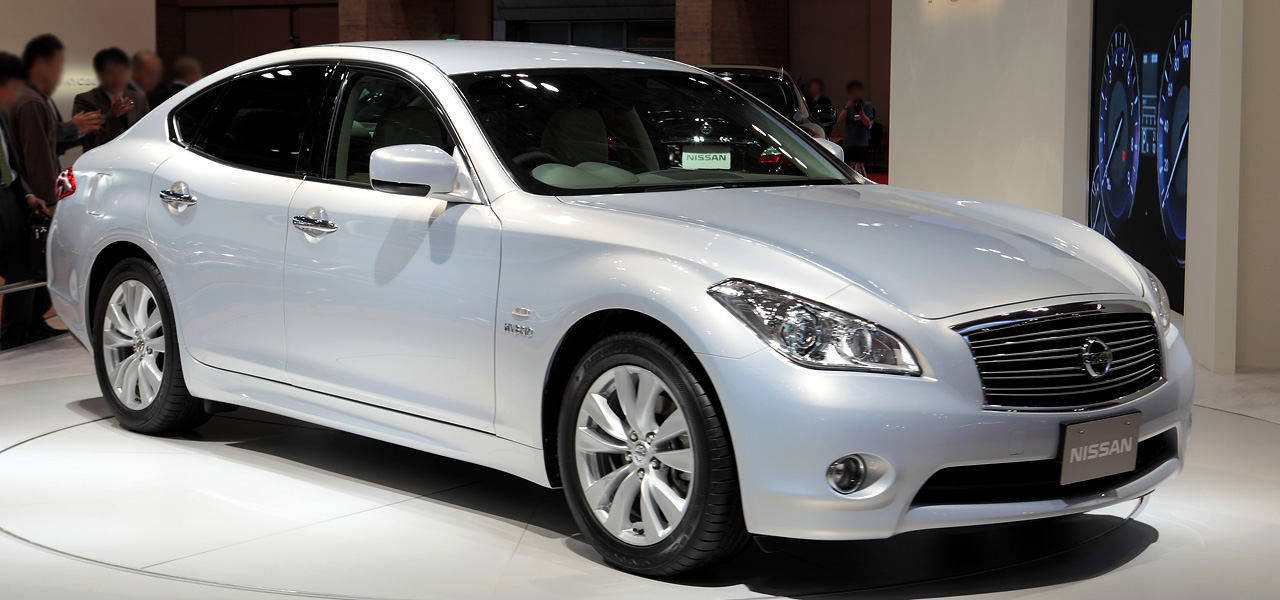
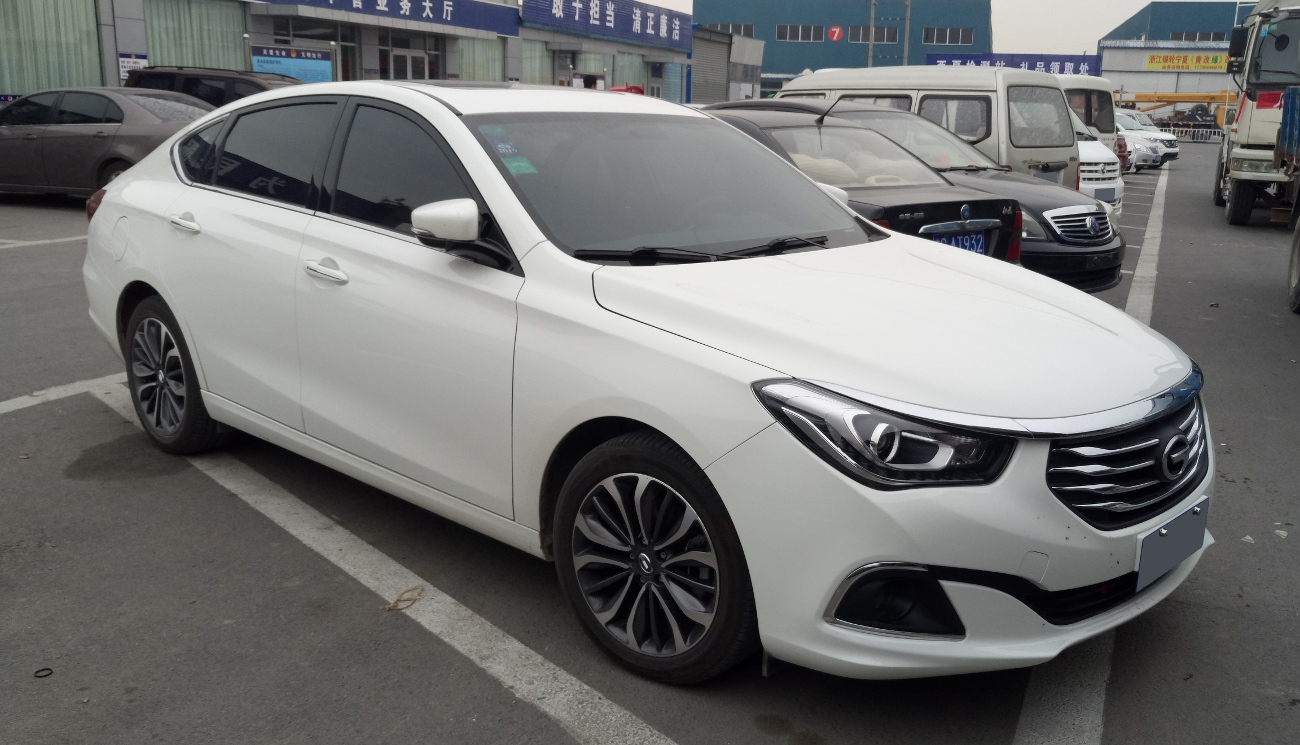
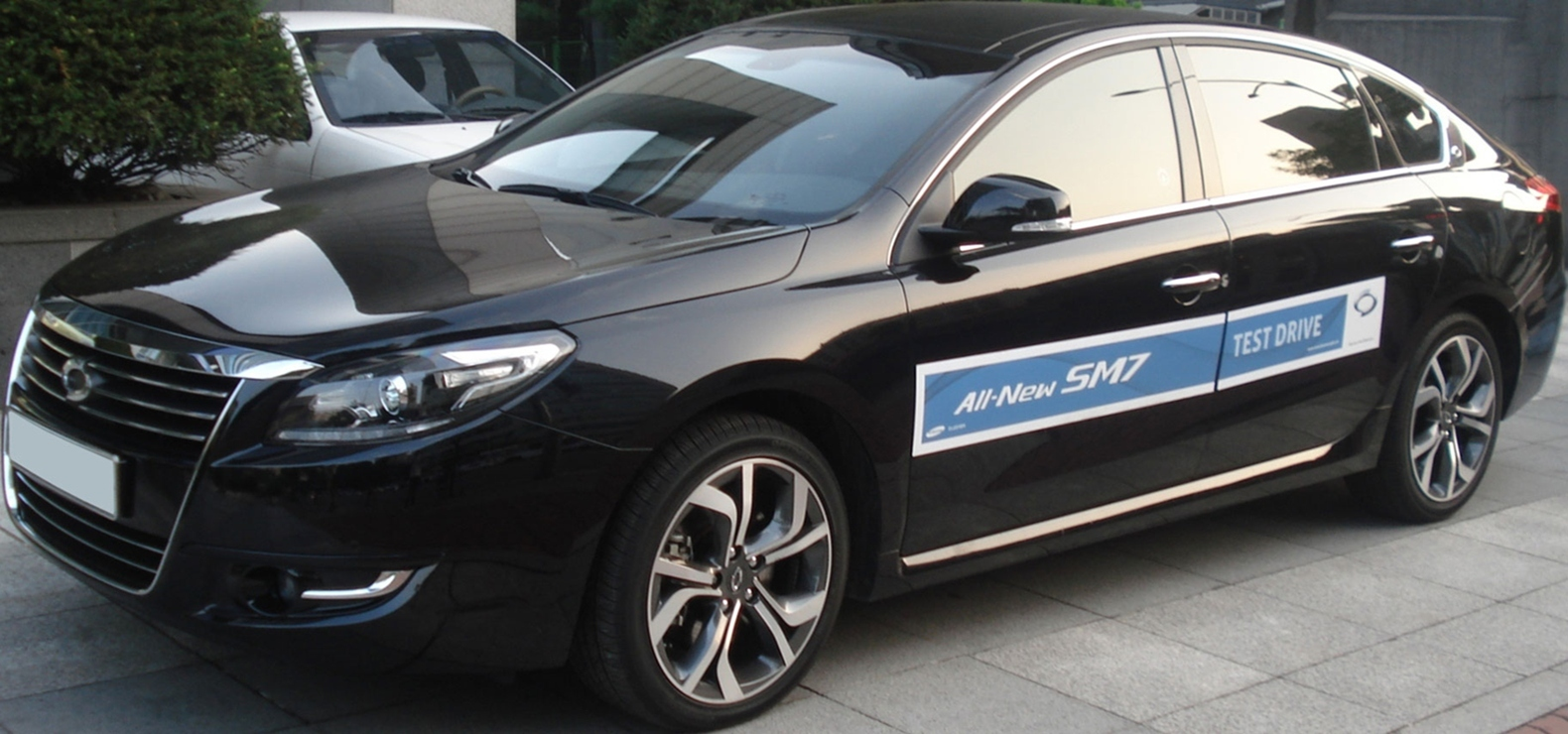
_.28L47.۲۹
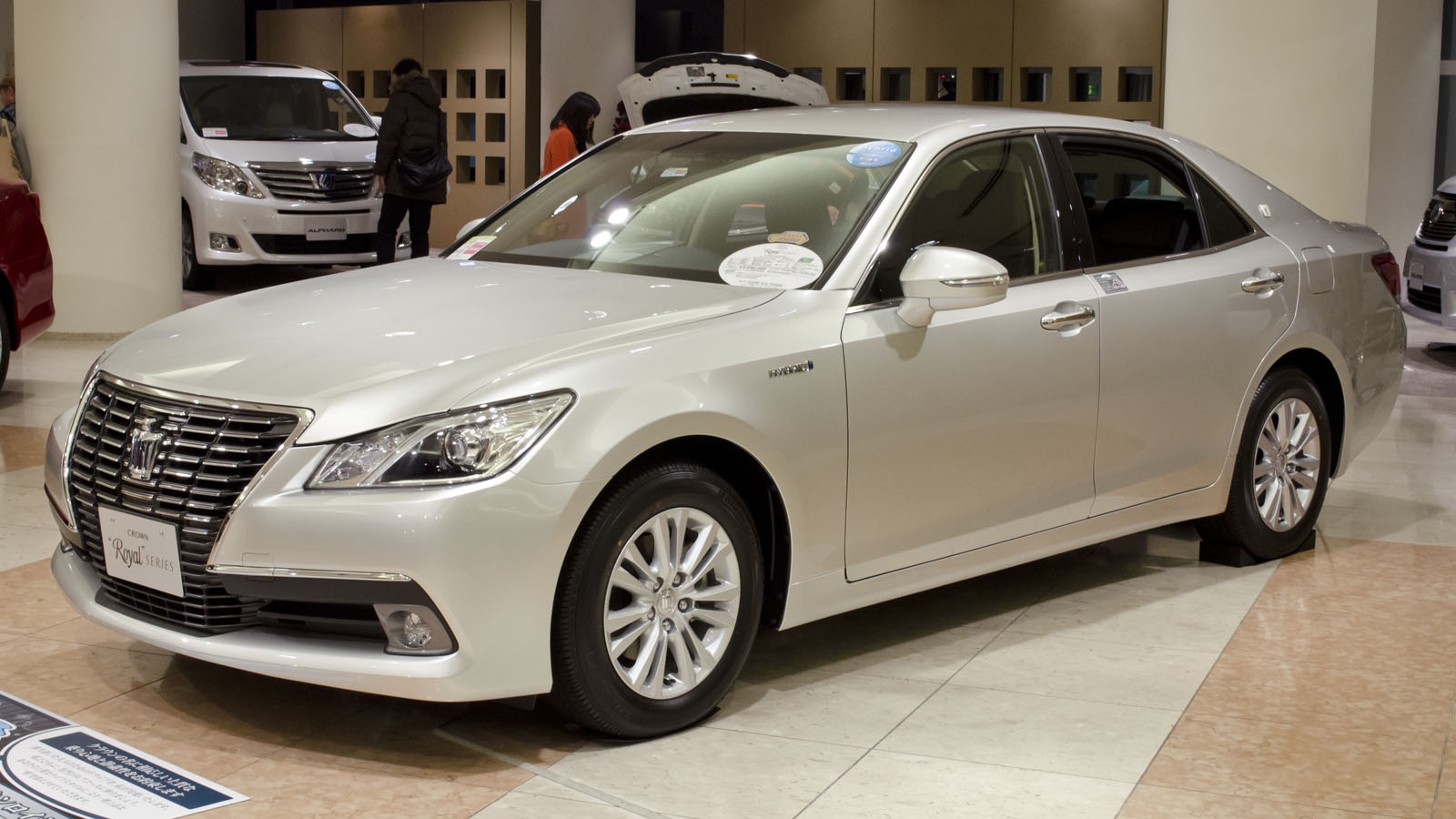
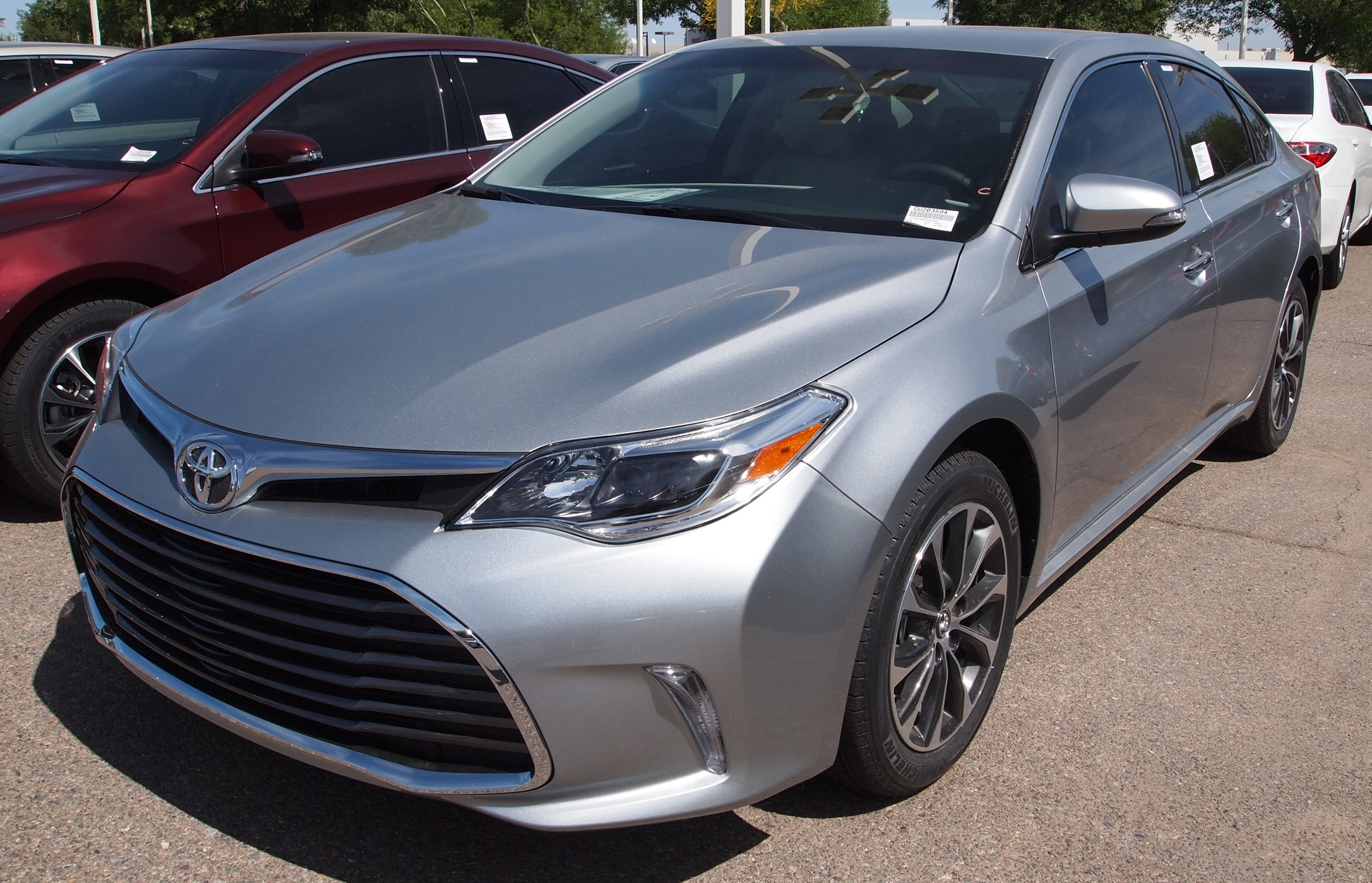
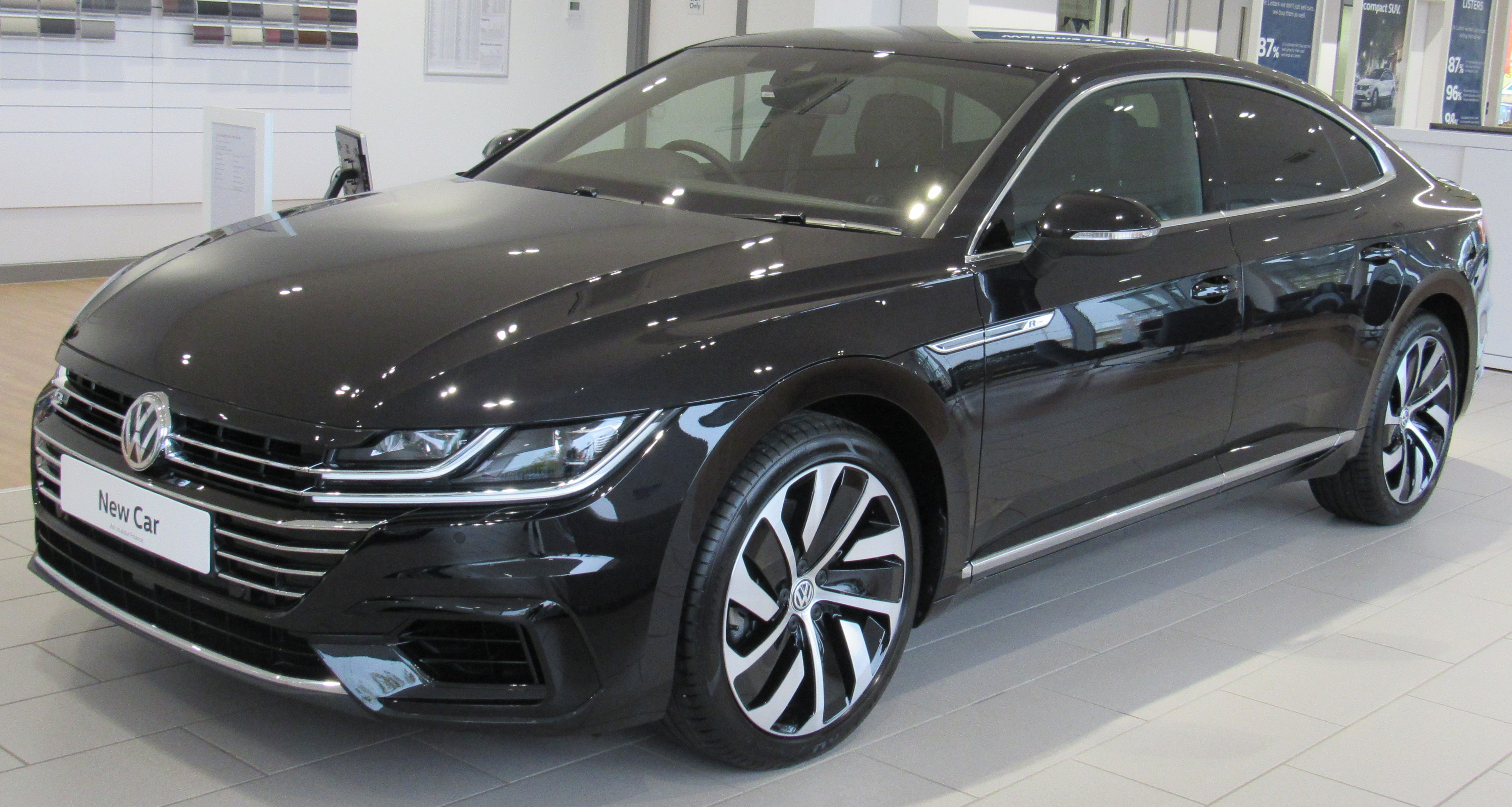
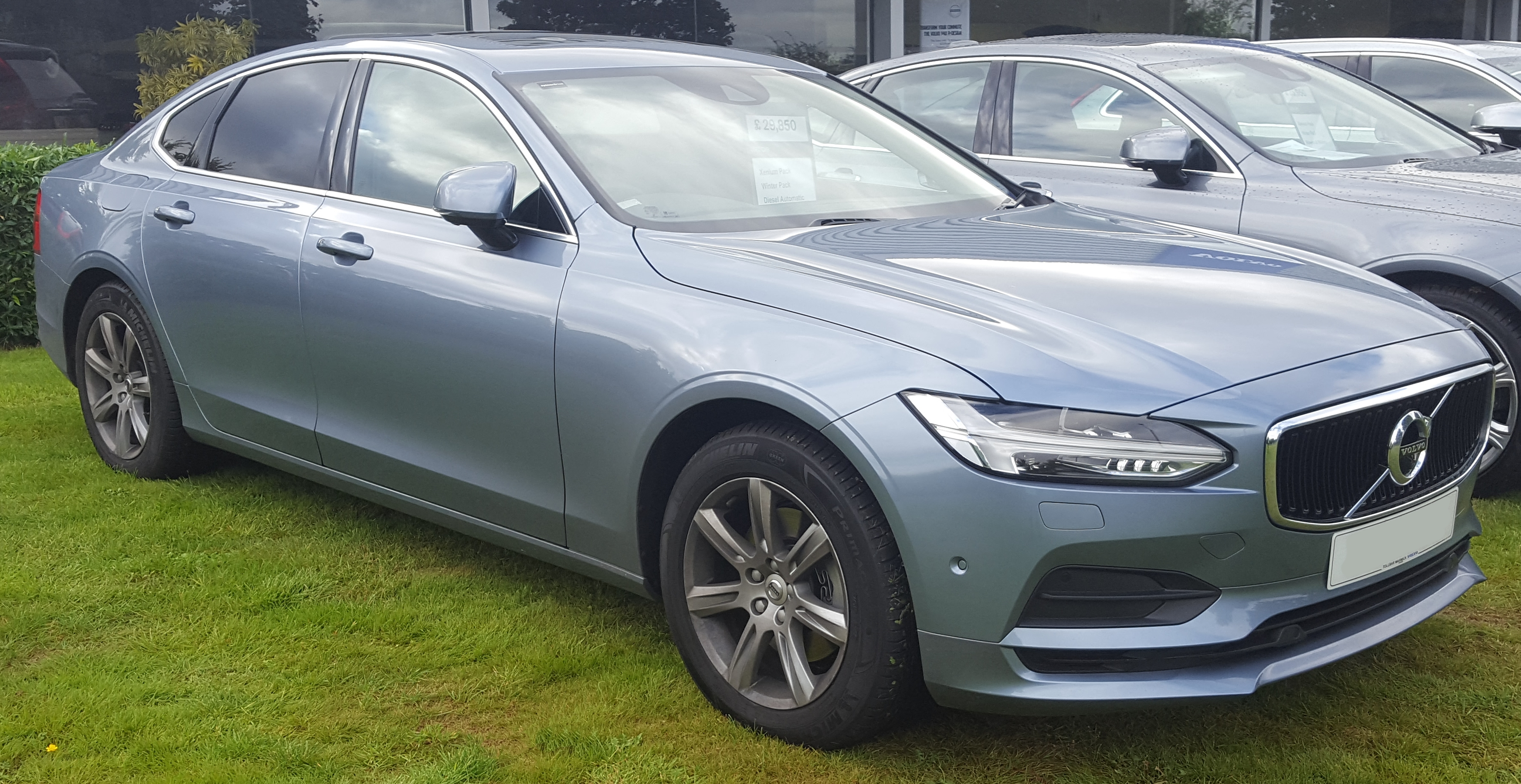